# Tipula lucifera
Tipula lucifera är en tvåvingeart som beskrevs av Evgenyi Nikolayevich Savchenko 1954. Tipula lucifera ingår i släktet Tipula och familjen storharkrankar. Inga underarter finns listade i Catalogue of Life.